# 季亨
季亨，保定人，明朝政治人物。
季亨曾于天顺七年(1463年)接替何友任邵武府知府一职，天顺八年(1464年)由盛顒接任。